# Temporada 1978-79 de los Milwaukee Bucks
La temporada 1978-79 fue la undécima de los Milwaukee Bucks en la NBA. La temporada regular acabó con 38 victorias y 44 derrotas, ocupando el noveno puesto de la Conferencia Oeste, no logrando clasificarse para los playoffs.

## Elecciones en elDraft
| Ronda | Puesto | Jugador        | Posición  | Nacionalidad   | Universidad |
| ----- | ------ | -------------- | --------- | -------------- | ----------- |
| 1     | 12     | George Johnson | Ala-Pívot | Estados Unidos | St. John's  |
| 3     | 59     | Pat Cummings   | Ala-Pívot | Estados Unidos | Cincinnati  |
| 4     | 80     | Otis Howard    | Alero     | Estados Unidos | Austin Peay |
| 7     | 146    | Kim Anderson   | Alero     | Estados Unidos | Missouri    |

## Temporada regular
| División Medio Oeste | División Medio Oeste | División Medio Oeste | División Medio Oeste | División Medio Oeste | División Medio Oeste | División Medio Oeste | División Medio Oeste | División Medio Oeste |
| Equipo               | G                    | P                    | %                    | PD                   | Casa                 | Fuera                | Div                  |                      |
| -------------------- | -------------------- | -------------------- | -------------------- | -------------------- | -------------------- | -------------------- | -------------------- | -------------------- |
| y-Kansas City Kings  | 48                   | 34                   | .585                 | –                    | 32–9                 | 16–25                | 12–4                 |                      |
| x-Denver Nuggets     | 47                   | 35                   | .573                 | 1                    | 29–12                | 18–23                | 8–8                  |                      |
| Indiana Pacers       | 38                   | 44                   | .463                 | 10                   | 25–16                | 13–28                | 6–10                 |                      |
| Milwaukee Bucks      | 38                   | 44                   | .463                 | 10                   | 28–13                | 10–31                | 9–7                  |                      |
| Chicago Bulls        | 31                   | 51                   | .378                 | 17                   | 19–22                | 12–29                | 5–11                 |                      |

## Estadísticas
| Rk | Jugador          | Edad | P  | PT | MP   | TC   | TCI  | %TC  | TL  | TLI | %TL  | RO  | RD  | RT  | AS  | RB  | TAP | BP  | FP  | PTS  |
| -- | ---------------- | ---- | -- | -- | ---- | ---- | ---- | ---- | --- | --- | ---- | --- | --- | --- | --- | --- | --- | --- | --- | ---- |
| 1  | Marques Johnson  | 22   | 77 |    | 36.1 | 10.6 | 19.4 | .550 | 4.3 | 5.7 | .760 | 2.8 | 4.9 | 7.6 | 3.0 | 1.5 | 1.2 | 2.2 | 2.4 | 25.6 |
| 2  | Brian Winters    | 26   | 79 |    | 32.6 | 8.4  | 17.0 | .493 | 3.0 | 3.5 | .856 | 0.6 | 1.6 | 2.2 | 4.8 | 1.1 | 0.5 | 3.3 | 3.1 | 19.8 |
| 3  | Kent Benson      | 24   | 82 |    | 26.0 | 5.0  | 9.7  | .518 | 2.2 | 3.0 | .735 | 2.3 | 4.8 | 7.1 | 2.5 | 1.1 | 1.0 | 1.9 | 3.4 | 12.3 |
| 4  | John Gianelli    | 28   | 82 |    | 25.1 | 3.1  | 6.4  | .486 | 0.9 | 1.2 | .706 | 1.5 | 3.5 | 5.0 | 2.0 | 0.5 | 0.7 | 1.3 | 2.4 | 7.1  |
| 5  | Junior Bridgeman | 25   | 82 |    | 23.9 | 6.6  | 13.0 | .506 | 2.3 | 2.8 | .829 | 1.4 | 2.2 | 3.6 | 2.0 | 1.1 | 0.5 | 1.7 | 2.2 | 15.5 |
| 6  | Quinn Buckner    | 24   | 81 |    | 21.7 | 3.1  | 6.8  | .454 | 1.0 | 1.5 | .632 | 0.7 | 1.9 | 2.6 | 5.8 | 1.9 | 0.2 | 2.6 | 2.8 | 7.2  |
| 7  | Ernie Grunfeld   | 23   | 82 |    | 21.7 | 4.0  | 8.1  | .493 | 2.3 | 3.1 | .761 | 1.5 | 2.9 | 4.4 | 2.6 | 0.7 | 0.2 | 1.7 | 2.7 | 10.3 |
| 8  | Kevin Restani    | 27   | 81 |    | 19.7 | 3.2  | 6.5  | .495 | 0.6 | 0.9 | .699 | 1.7 | 3.0 | 4.8 | 1.5 | 0.4 | 0.3 | 1.2 | 1.9 | 7.1  |
| 9  | Lloyd Walton     | 25   | 75 |    | 18.4 | 2.1  | 4.4  | .480 | 0.8 | 1.2 | .678 | 0.5 | 0.9 | 1.4 | 4.7 | 1.0 | 0.1 | 1.6 | 1.4 | 5.0  |
| 10 | George Johnson   | 22   | 67 |    | 17.3 | 2.5  | 5.1  | .482 | 1.3 | 1.7 | .718 | 1.6 | 3.8 | 5.4 | 1.2 | 1.1 | 0.7 | 1.5 | 2.8 | 6.2  |
| 11 | Norm Van Lier    | 31   | 38 |    | 14.6 | 0.8  | 2.0  | .390 | 1.2 | 1.4 | .904 | 0.2 | 0.8 | 1.1 | 4.2 | 1.1 | 0.1 | 1.3 | 2.8 | 2.8  |
| 12 | Sam Smith        | 24   | 16 |    | 7.8  | 1.2  | 2.9  | .404 | 1.1 | 1.5 | .750 | 0.0 | 0.6 | 0.6 | 1.0 | 0.5 | 0.4 | 0.5 | 0.8 | 3.5  |
| 13 | Otis Howard      | 22   | 3  |    | 7.3  | 1.7  | 3.7  | .455 | 0.0 | 0.0 |      | 1.7 | 0.7 | 2.3 | 0.3 | 0.0 | 0.0 | 0.7 | 2.7 | 3.3  |
| 14 | Del Beshore      | 22   | 1  |    | 1.0  | 0.0  | 0.0  |      | 0.0 | 0.0 |      | 0.0 | 0.0 | 0.0 | 0.0 | 0.0 | 0.0 | 0.0 | 0.0 | 0.0  |

## Galardones y récords
| Jugador         | Galardón                          |
| Marques Johnson | Mejor quinteto de la NBA All-Star |